# Satoshi Nakamoto
Pour les articles homonymes, voir Nakamoto.
Satoshi Nakamoto est le pseudonyme utilisé par la ou les personnes ayant développé la cryptomonnaie Bitcoin. En 2008, Satoshi Nakamoto rédige un livre blanc décrivant le fonctionnement de Bitcoin, puis il publie le 3 janvier 2009 l'implémentation de référence du logiciel.
Satoshi Nakamoto est ainsi le concepteur de la première base de données construite avec une chaîne de blocs ou blockchain. Il est également le premier à résoudre le problème de la double dépense pour une monnaie numérique en utilisant un réseau pair-à-pair.
Il a été actif dans le développement de Bitcoin jusqu'en décembre 2010.
Plusieurs personnes ont prétendu être Satoshi Nakamoto, quand d’autres pensaient deviner son identité. Cependant, à ce jour, celle-ci reste encore inconnue.
Créateur du forum bitcointalk, il a affirmé sur son profil être un Japonais né le 5 avril 1975. On ignore même s'il s'agit d'une seule ou d'un groupe de personnes. Son origine japonaise est aussi mise en doute par la qualité de son anglais et l'absence totale de publication en japonais.
Selon plusieurs études, il posséderait près d'un million de bitcoins acquis en minant 20 000 blocs parmi les premiers de la blockchain Bitcoin. En novembre 2024, la valeur du bitcoin étant de 97 000 $, sa fortune potentielle était estimée à 106 milliards de dollars américains, soit la 15e plus grande fortune mondiale.

## Développement du bitcoin
En octobre 2008, Satoshi Nakamoto a publié un livre blanc, sur la liste de diffusion de cryptographie du site metzdowd.com décrivant la monnaie numérique Bitcoin.
Le 9 janvier 2009, il a publié sur SourceForge.net le premier logiciel bitcoin qui a lancé le réseau pair à pair et les premières unités de la cryptomonnaie bitcoin,.
Il a affirmé que les travaux de rédaction du code avaient commencé en 2007. Il savait qu'en raison de sa nature, la conception de base devrait être capable de prendre en charge un large éventail de types de transactions. La solution mise en œuvre a permis la création de codes et de champs de données spécialisés dès le début grâce à l'utilisation d'un script prédictif.
Il a créé un site web avec le nom de domaine bitcoin.org et a continué à collaborer avec d'autres développeurs sur le logiciel Bitcoin jusqu'au milieu de l'année 2010. À ce moment, il a remis le contrôle du dépôt de code source et de la clé d'alerte réseau à Gavin Andresen, a transféré plusieurs domaines connexes à divers membres importants de la communauté Bitcoin, et a mis fin à son implication dans le projet. Jusqu'à peu de temps avant ce transfert de responsabilités, il faisait lui-même toutes les modifications au code source.
Le 3 janvier 2009, le réseau Bitcoin a vu le jour avec la création par Satoshi Nakamoto du bloc de genèse de Bitcoin (le bloc numéro 0) pour lequel il a reçu un salaire de 50 bitcoins,. Le texte suivant était inscrit dans le bloc :
The Times 03/Jan/2009 Chancellor on brink of second bailout for banks. (traduction : Journal The Times, 03 janvier 2009, Le chancelier est sur le point de renflouer les banques pour la deuxième fois.)
Le texte fait référence à un titre du Times publié le 3 janvier 2009. Cette note a été interprétée à la fois comme un horodatage de la genèse du premier bloc et comme un commentaire soulignant l'instabilité et le danger causés par le système de réserves fractionnaires utilisé par les banques:18.
À l'exception des bitcoins générés dans les transactions de test, les bitcoins de Nakamoto n'ont pas été dépensés depuis la mi-janvier 2009. En novembre 2021, où le Bitcoin a atteint les 65 500 €, leur valeur s'élevait donc à plus de 65 milliards de dollars US, faisant de Nakamoto la 20e personne la plus riche du monde à l'époque.
On pourrait croire à un retour de ce dernier, sachant que le 20 mai 2020, 50 bitcoins datant de 2009 stockés sur un portefeuille dit « antique » auraient été virés sur un nouveau portefeuille inconnu. Ces bitcoins pourraient appartenir à Satoshi Nakamoto, ce qui signifierait un possible « retour » de sa part.

## Caractéristiques et identité

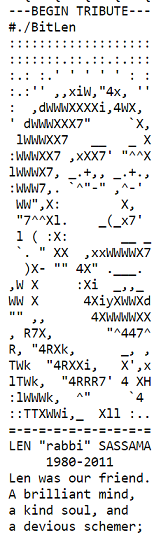
Hommage à Len Sassaman dans la Blockchain Bitcoin (Bloc 138725, transaction 930a2114cdaa86e1fac46d15c74e81c09eee1d4150ff9d48e76cb0697d8e1d72).

Satoshi Nakamoto n'a divulgué aucun renseignement personnel lorsqu'il a discuté de questions techniques sur Bitcoin. Il a fait quelques commentaires sur les services bancaires et le système de réserves fractionnaires. En 2012, dans son profil de la Fondation P2P, Nakamoto prétendait être un homme de 37 ans vivant au Japon, mais plusieurs personnes doutent de sa nationalité japonaise en raison du fait que son logiciel Bitcoin n'est ni documenté, ni commenté dans le code source en japonais.
L'orthographe et les expressions idiomatiques occasionnelles issues de l'anglais britannique (comme l'expression bloody hard) dans les commentaires du code source et dans les messages sur le forum ont donné à penser que Nakamoto, ou au moins une personne du consortium qui prétend être lui, était originaire du Commonwealth,,. De plus, le premier bloc de Bitcoin, qui ne pouvait être construit que par Satoshi, contient le texte The Times 03/Jan/2009 Chancellor on brink of second bailout for banks, ce qui laisse à penser qu'il lisait le journal The Times de Londres au moment du lancement de Bitcoin,.
Stefan Thomas, un programmeur suisse et membre actif de la communauté Bitcoin, a représenté graphiquement l'horodatage de chacun des messages de Nakamoto sur le forum Bitcoin (plus de 500 messages). Le graphique qui en résulte montre une forte baisse ou presque aucun message entre 5 h du matin et 11 h du matin, temps universel. Cela correspond à une période entre 14 h et 20 h, heure japonaise, ce qui suggère un sommeil inhabituel pour quelqu'un vivant au Japon. Comme ce schéma était vrai même les samedis et les dimanches, le graphe suggère que Nakamoto dormait durant cette période de la journée.
Gavin Andresen a parlé ainsi du code de Nakamoto : « C'était un programmeur brillant, mais son code était excentrique ».

## Identités possibles
- Nick Szabo[21]
- Dorian Nakamoto[22]
- Hal Finney[23]
- Vincent van Volkmer[24]
- Dr. Vili Lehdonvirta et Michael Clear[25]
- Neal King, Vladimir Oksman et Charles Bry[26]
- Shinichi Mochizuki[27]
- Gavin Andresen, Jed McCaleb[28]
- Dustin D. Trammell[29]
- Ross William Ulbricht[30]
- Dan Kaminsky[31]
- Paul Le Roux[32]
- Cyrano Jones[33]
- Adam Back[34]
- Len Sassaman[35]
- Masashi Une[36]
- Peter Todd[37]
- James A. Donald[38]

### Documentaire
- [vidéo] Le mystère Satoshi - Aux origines du Bitcoin, documentaire en 6 parties de Rémi Forte. Auteurs: Remi Forte et Julien Goetz, diffusé sur Arte.tv, France (novembre 2021)